# 粉浜駅
粉浜駅（こはまえき）は、大阪市住吉区東粉浜にある、南海電気鉄道南海本線の駅。駅番号はNK07。

## 歴史
- 1917年（大正6年）4月21日：南海鉄道の駅として開業。
- 1944年（昭和19年）6月1日：会社合併により近畿日本鉄道の駅となる。
- 1947年（昭和22年）6月1日：路線譲渡により南海電気鉄道の駅となる。
- 1977年（昭和52年）4月10日：外側2線のみ高架化。
- 1980年（昭和55年）6月15日：高架化完成。
- 2012年（平成24年）4月1日 ：駅ナンバリングが導入され、使用を開始[1][2]。
- 2013年（平成25年）4月1日：駅係員無人化を開始。

## 駅構造
島式2面4線の複々線高架駅である。ただし、上り下りとも海側の線路（急行線，2番線と4番線に相当）は通過列車専用となっており、柵で仕切られている。そのため、実質的には2面2線と通過線2本という形式となっている。
ホームは3階、改札口は2階にある。窓口は無人駅のため閉鎖されている。1階は商業施設のショップ南海粉浜となっている。便所は改札内にあり、男女別の水洗式。

### のりば
| のりば | 路線   | 方向 | 行先                   |
| ------ | ------ | ---- | ---------------------- |
| 1      | 南海線 | 下り | 関西空港・和歌山市方面 |
| 3      | 南海線 | 上り | なんば方面             |

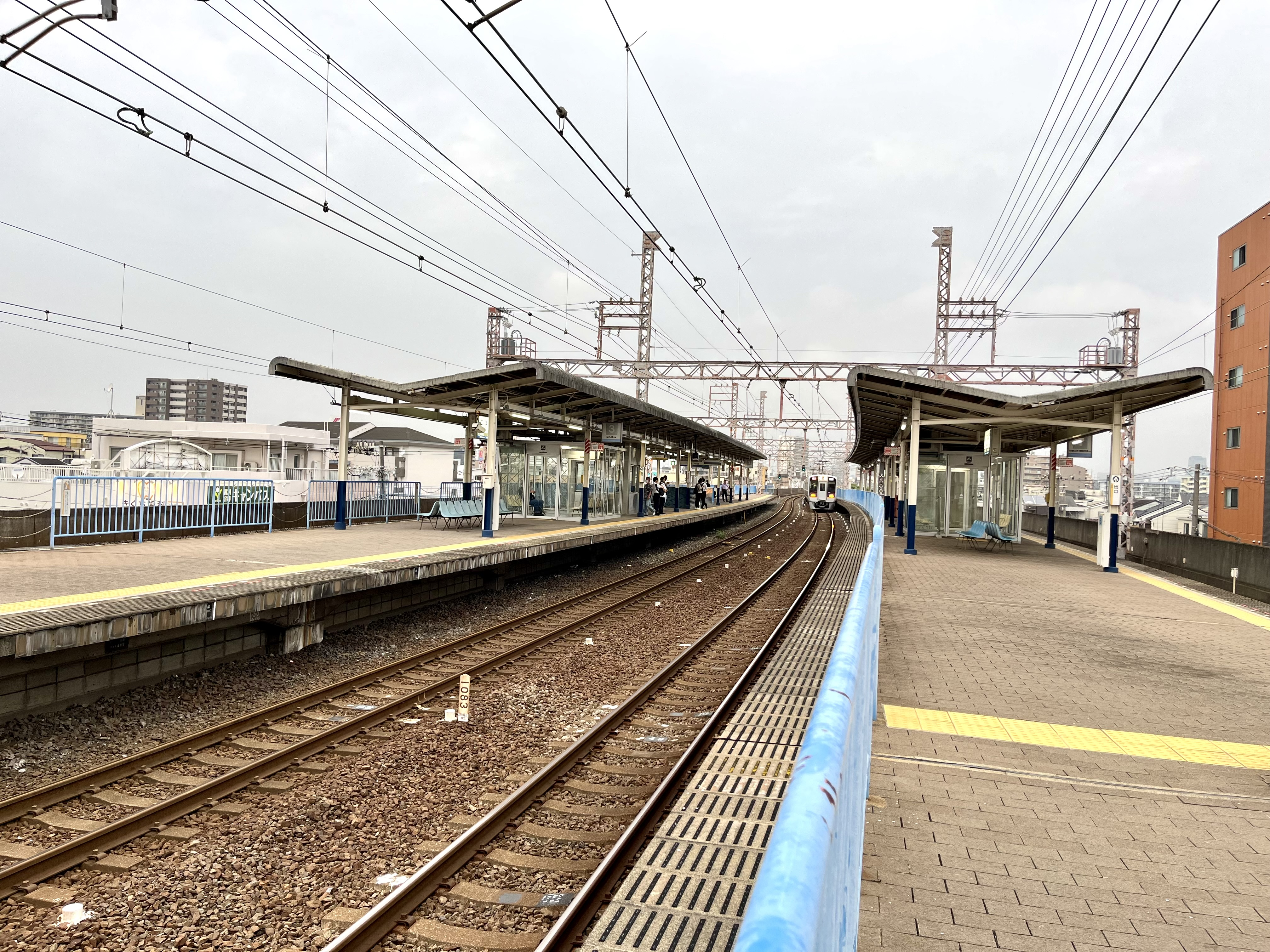
ホーム
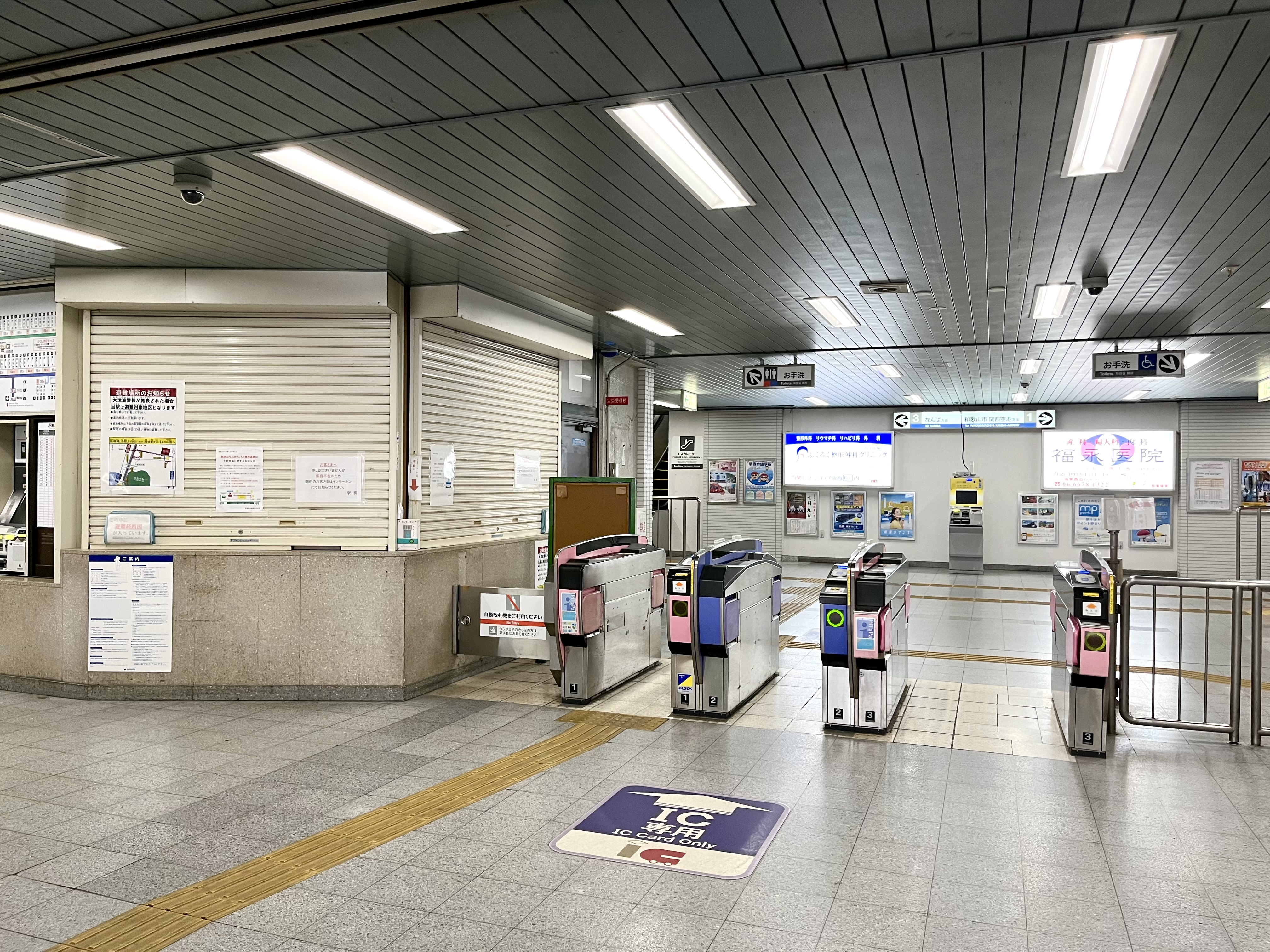
改札口

## 利用状況
2019年（令和元年）次の1日平均乗降人員は4,187人（乗車人員：2,040人、降車人員：2,147人）で、南海の駅全100駅中56位である。
近年の1日平均乗降・乗車人員の推移は下記の通り。
| 年次   | 1日平均 乗降人員 | 1日平均 乗車人員 | 順位 | 出典   |
| ------ | ---------------- | ---------------- | ---- | ------ |
| 1990年 | 5,706            | 2,854            | -    | [ 5 ]  |
| 1991年 | 5,785            | 2,862            | -    | [ 6 ]  |
| 1992年 | 5,611            | 2,772            | -    | [ 7 ]  |
| 1993年 | 5,653            | 2,824            | -    | [ 8 ]  |
| 1994年 | 5,783            | 2,914            | -    | [ 9 ]  |
| 1995年 | 5,882            | 2,977            | -    | [ 10 ] |
| 1996年 | 5,743            | 2,894            | -    | [ 11 ] |
| 1997年 | 5,472            | 2,701            | -    | [ 12 ] |
| 1998年 | 5,274            | 2,600            | -    | [ 13 ] |
| 1999年 | 5,074            | 2,500            | -    | [ 14 ] |
| 2000年 | 4,960            | 2,450            | -    | [ 15 ] |
| 2001年 | 4,871            | 2,394            | -    | [ 16 ] |
| 2002年 | 4,905            | 2,403            | -    | [ 17 ] |
| 2003年 | 4,802            | 2,383            | -    | [ 18 ] |
| 2004年 | 4,695            | 2,351            | -    | [ 19 ] |
| 2005年 | 4,620            | 2,312            | -    | [ 20 ] |
| 2006年 | 4,659            | 2,314            | -    | [ 21 ] |
| 2007年 | 4,611            | 2,281            | -    | [ 22 ] |
| 2008年 | 4,576            | 2,247            | -    | [ 23 ] |
| 2009年 | 4,488            | 2,203            | -    | [ 24 ] |
| 2010年 | 4,475            | 2,189            | -    | [ 25 ] |
| 2011年 | 4,288            | 2,085            | -    | [ 26 ] |
| 2012年 | 4,244            | 2,058            | -    | [ 27 ] |
| 2013年 | 4,307            | 2,088            | 55位 | [ 28 ] |
| 2014年 | 4,249            | 2,063            | 56位 | [ 29 ] |
| 2015年 | 4,329            | 2,100            | 55位 | [ 30 ] |
| 2016年 | 4,326            | 2,114            | 55位 | [ 31 ] |
| 2017年 | 4,219            | 2,064            | 56位 | [ 32 ] |
| 2018年 | 4,186            | 2,036            | 56位 | [ 33 ] |
| 2019年 | 4,187            | 2,040            | 56位 | [ 34 ] |

## 駅周辺
- ショップ南海粉浜（駅高架下）
  - コノミヤ粉浜店
  - ベーカリーショップロンドン
- 粉浜商店街
- スーパーマーケットKINSHO 住吉店
- 帝塚山・無学
- ハラダボクシングジム
- 大阪市立粉浜小学校
- 住之江診療所（大阪市立住吉市民病院跡地）
- 越宗整形外科病院
- 住吉東粉浜郵便局
- 日本基督教団大阪住吉教会
- 阪堺電気軌道阪堺線 東粉浜停留場

## バス路線
駅東側の阪堺電気軌道阪堺線沿いに大阪市営バスの赤バスが運行していたが、2013年3月31日をもって運行を終了した。粉浜駅から大阪市営バスの最寄りバス停は西側徒歩5分ほどの国道26号線沿いにある南粉浜バス停である。

## 隣の駅
南海電気鉄道
 南海本線

■特急サザン・■急行・■空港急行・■区間急行・■準急
通過
■普通
岸里玉出駅 (NK06) - 粉浜駅 (NK07) - 住吉大社駅 (NK08)
- ( ) 内は駅番号を示す。